# Urelytrum digitatum
Urelytrum digitatum är en gräsart som beskrevs av Karl Moritz Schumann. Urelytrum digitatum ingår i släktet Urelytrum och familjen gräs. Inga underarter finns listade i Catalogue of Life.